# A Pobra de Trives (Gerichtsbezirk)
Der Gerichtsbezirk A Pobra de Trives ist einer der 9 Gerichtsbezirke in der Provinz Ourense.
Der Bezirk umfasst 11 Gemeinden auf einer Fläche von 1.268,03 km² mit dem Hauptquartier in A Pobra de Trives.

## Gemeinden
| Gemeinde                         | Einwohner (2024) | Fläche km² | Dichte Einw./km² | Cod INE | Postleitzahl       |
| -------------------------------- | ---------------- | ---------- | ---------------- | ------- | ------------------ |
| O Bolo                           | 792              | 91,17      | 9                | 32015   | 32373              |
| Castro Caldelas                  | 1.238            | 87,61      | 14               | 32023   | 32760              |
| Chandrexa de Queixa              | 478              | 171,81     | 3                | 32029   | 32786              |
| Larouco                          | 437              | 23,69      | 18               | 32038   | 32358              |
| Manzaneda                        | 798              | 114,59     | 7                | 32044   | 32375, 32781–32785 |
| Montederramo                     | 670              | 135,57     | 5                | 32049   | 32750              |
| A Pobra de Trives                | 1.968            | 84,17      | 23               | 32063   | 32780              |
| San Xoán de Río                  | 518              | 61,14      | 8                | 32070   | 32770              |
| A Teixeira                       | 326              | 27,64      | 12               | 32080   | 32765              |
| Viana do Bolo                    | 2.736            | 270,41     | 10               | 32086   | 32550              |
| Vilariño de Conso                | 510              | 200,23     | 3                | 32092   | 32557              |
| Gerichtsbezirk A Pobra de Trives | 10.471           | 1.268,03   | 8                | –       | –                  |